# 波尔图戈斯
波尔图戈斯，是西班牙安达卢西亚自治区格拉纳达省的一个市镇。总面积21平方公里，2001年普查人口總數為431人，人口密度為每平方公里21人。